# همجنس‌گرایی و روان‌شناسی
روان‌شناسی یکی از اولین رشته‌های علمی بود که همجنس‌گرایی را به عنوان پدیده‌ای مجزا بررسی کرد. سالیان درازی طی قرن بیستم و همچنین پیش از آن، روان‌شناسی رایج و استاندارد زمانه، همجنس‌گرایی را در قالب الگوهای آسیب‌شناسانه و به صورت یک بیماری روانی مشاهده می‌کرد. مطالعات علمی در مبحث همجنس‌گرایی به مرور زمان نشان داد که مستندات تجربی از دسته‌بندی همجنس‌گرایی به عنوان یک اختلال پشتیبانی نکرده و محسوب نمودن آن به عنوان یک بیماری پایهٔ علمی ندارد. پیشفرض‌های رایج در خصوص هنجارهای اجتماعی در زمان قدیم، و جامعهٔ آماری یک‌طرفه‌ای که از نمونه‌های «رسمی» (شامل اشخاص مراجعه‌کننده برای مشاوره یا اشخاص دستگیرشده توسط سیستم قضایی) تشکیل شده بود، علت اصلی طبقه‌بندی همجنس‌گرایی به عنوان یک اختلال روانی در نسخه‌های پیشین منابعی مانند راهنمای تشخیصی و آماری اختلال‌های روانی به حساب می‌آمد.
از دههٔ ۱۹۷۰، اتفاق‌نظر دانشمندان علوم اجتماعی و رفتاری، و متخصصان روان‌شناسی در جهان، چنین است که همجنس‌گرایی یک شاخهٔ سالم از گرایش‌های جنسی در انسان است، هر چند عده‌ای برخلاف دستورالعمل‌های سازمان‌های معتبر علمی، همچنان آن را یک انحراف جنسی به حساب می‌آورند. انجمن روان‌پزشکی آمریکا از سال ۱۹۷۴ همجنس‌گرایی را از فهرست بیماری‌های روانی خارج کرد. دیگر سازمان‌های بزرگ بهداشتی در جهان نیز کمی بعد همجنس‌گرایی را از لیست بیماری‌های خود حذف نمودند. انجمن روان‌شناسی آمریکا در سال ۱۹۷۵، سازمان بهداشت جهانی در سال ۱۹۹۲، سازمان‌های بهداشتی انگلستان از سال ۱۹۹۴، سازمان‌های بهداشتی روسیه از سال ۱۹۹۹ و انجمن روان‌شناسی چین از سال ۲۰۰۱ از جملهٔ این سازمان‌ها هستند.

## پیشینهٔ تاریخی
تصور همجنس‌گرایی به عنوان یک اختلال روانی از ابتدای زمانی که تحقیق بر این موضوع آغاز شد مشاهده می‌شود. با این حال روان‌شناسی به عنوان یک رشتهٔ علمی طی سال‌ها دچار تکامل شده و موضعش نسبت به همجنس‌گرایی نیز تغییر یافته‌است. در اوایل قرون وسطی کلیسای مسیحی عمدتاً همجنس‌گرایی را در سرزمین‌های سکولار نادیده می‌گرفت، با این حال تا پایان قرن ۱۲ میلادی دشمنی نسبت به همجنس‌گرایان کم‌کم آغاز شد و در سراسر بخش‌های مذهبی و سکولار اروپا گسترش یافت. تا قرن ۱۹ میلادی، اعمال همجنس‌گرایانه در اروپا با عباراتی مانند «غیرطبیعی، جنایت علیه سرشت»، سودومی، یا لواط خطاب می‌شدند و غیرقانونی بوده و مجازات آن حتی گاهی اعدام بود. به تدریج که مردم نسبت به کشف علت‌های ایجاد همجنس‌گرایی علاقه‌مند می‌شدند، پزشکی و روان‌پزشکی نیز برای پاسخ به این سؤال با قانون و مذهب به رقابت پرداختند. تحقیق علمی دربارهٔ همجنس‌گرایی از اوایل قرن ۱۹ میلادی آغاز شد. در آن زمان، بیشتر نظریات همجنس‌گرایی را به عنوان یک بیماری تصور می‌کردند و این تأثیر بزرگی بر دیدگاه فرهنگی مردم نسبت به همجنس‌گرایی داشت. از اواسط قرن ۲۰ میلادی، تغییرهایی اساسی در نظریات علم روان‌پزشکی در خصوص همجنس‌گرایی ایجاد شد. در آن دوره روان‌پزشکان معتقد شدند که همجنس‌گرایی را با درمان و رهایی از نفس، می‌توان معالجه کرد. نظریات دیگری که به ریشه‌های ژنتیکی و هورمونی همجنس‌گرایی می‌پرداختند نیز به تدریج مورد پذیرش قرار گرفتند. متخصصان آن دوره نظرات متفاوتی دربارهٔ میزان بیماری‌پنداری همجنس‌گرایی داشتند. دیدگاه‌های بعضی روان شناسان قدیمی مانند زیگموند فروید و هاولاک الیس در خصوص همجنس‌گرایی با تحمل و مدارای بیشتری همراه بود. هرچند فروید و الیس معتقد بودند که همجنس‌گرایی طبیعی نیست، اما اعلام می‌کردند که برای بعضی اشخاص «اجتناب‌ناپذیر» است. مطالعات و نوشته‌های آلفرد کینزی دربارهٔ همجنس‌گرایی، تصور آن را به عنوان پدیده‌ای غیرطبیعی رد کرد و آغازگر تحولی اجتماعی و فرهنگی در دیدگاه‌های عموم نسبت به این مسئله بود. این تغییر دیدگاه در مطالعات انجام شده توسط محققان در نسخه‌های مختلف راهنمای تشخیصی و آماری اختلال‌های روانی (که مرجع تشخیص بیماری‌های روانی است) به خوبی بازنمود یافته‌است. در نسخهٔ I این راهنما مورخ سال ۱۹۵۲ اختلالی به نام آشفتگی گرایش جنسی گنجانده شده بود که اشاره به همجنس‌گرایی داشت. در نسخهٔ II و در سال ۱۹۷۳، همجنس‌گرایی از لیست بیماری‌ها حذف شد و جای خود را به گرایش جنسی آن‌من‌ناپذیر داد. در سال ۱۹۸۷ و در نسخهٔ III-R همین بند نیز حذف گشت و همجنس‌گرایی به‌طور کامل از فهرست اختلال‌های روانی خارج شد.

### فروید و روان‌کاوی
دیدگاه‌های زیگموند فروید در خصوص همجنس‌گرایی پیچیده بودند. او در راستای تلاش برای درک علت‌ها و روند ایجاد همجنس‌گرایی، در ابتدا الگویی تعریف کرد که مطابق آن حالت ابتدایی شهوت جنسی در انسان دوجنس‌گرایی فرض می‌شد. به عبارت دیگر، طبق این نظریه تمام انسان‌ها دوجنس‌گرا به دنیا می‌آمدند. او معتقد بود که شهوت جنسی یک بخش همجنس‌گرایانه و یک بخش دگرجنس‌گرایانه دارد، و در مسیر رشد انسان، یکی بر دیگری چیره می‌شود. او همچنین معتقد بود که این دوجنس‌گرایی ذاتی در انسان‌ها علتی زیستی دارد که باعث می‌شود تمام انسان‌ها بتوانند با هر کدام از جنسیت‌ها امکان تحریک جنسی داشته باشند. به همین علت، او همجنس‌گرایی را یکی از گزینه‌های جنسی بیشماری دانست که پیش روی انسان قرار دارد. طبق فرض فروید، دوجنس‌گرایی ذاتی انسان‌ها سبب می‌شود که هر شخصی در نهایت انتخاب کند که کدام نوع رفتار جنسی برایش ارضاکننده‌تر است، ولی به دلیل نهی فرهنگی، همجنس‌گرایی در خیلی از افراد سرکوب می‌شود. طبق نظر فروید، اگر این ممنوعیت‌های فرهنگی نبود، انسان‌ها رفتار جنسی‌ای را انتخاب می‌کردند که برایشان ارضاکننده‌تر باشد و این تصمیم می‌توانست در طول زندگی فرد، سیالیت خود را حفظ کند. به عبارت دیگر، طبق این نظریه یک نفر می‌توانست گاهی همجنس‌گرا و گاهی دگرجنس‌گرا باشد.
از دیگر علت‌های همجنس‌گرایی که فروید پیشنهاد می‌کرد، عقده ادیپ وارونه بود که در آن اشخاص با مادر خود همذات‌پنداری کرده و خود را در جایگاه کامینهٔ عشق قرار می‌دهند. این عشق‌به‌خود به صورت خودشیفتگی تعریف شده‌است و فروید تصور می‌کرد افرادی که درجهٔ بالایی از خودشیفتگی را دارا هستند احتمال بیشتری برای همجنس‌گرا شدن دارند، زیرا عشق به همجنس برای آن‌ها مانند استعاره‌ای از عشق‌به‌خود است.
فروید همچنین معتقد بود که درمان همجنس‌گرایی موفقیت‌آمیز نیست. طبق نظر او از آنجا که هویت همجنس‌گرایانهٔ شخص مایهٔ لذتش می‌شود، وی علاقه‌ای به ترک آن نخواهد داشت. او روان‌کاوی و تلقین از طریق هیپنوتیزم را پیشنهاد داد، هر چند هیچ‌کدام موفقیتی در درمان همجنس‌گرایی نشان ندادند. پس از آن بود که فروید به این نتیجه رسید که «همجنس‌گرایی نه مایهٔ شرم است، نه گناه است و نه انحراف. آن را نمی‌توان یک بیماری دانست، بلکه شاخه‌ای از عملکردهای جنسی معمول در انسان است.» او همچنین اعلام کرد که «روان‌کاوها نباید قول از بین بردن همجنس‌گرایی را بدهند و دگرجنس‌گرایی عادی را جایگزین آن کنند» زیرا خود او نیز بر اساس تجربیات کاری به این نتیجه رسیده بود که تغییر گرایش جنسی به همجنس احتمالاً ناموفق خواهد بود. هر چند فروید در نهایت دیدگاهی پذیراتر نسبت به همجنس‌گرایی پیدا کرده بود، ولی میراث او در حوزهٔ روان‌کاوی خصوصاً در ایالات متحده تا سال‌ها بعد همچنان همجنس‌گرایی را امری منفی، غیرعادی، و ناشی از مشکلات خانوادگی و تربیتی به حساب آورد. همین دیدگاه از اصلی‌ترین علت‌هایی بود که باعث شد همجنس‌گرایی در نسخه‌های اول و دوم راهنمای تشخیصی و آماری اختلال‌های روانی به عنوان یک اختلال روانی ذکر شود و ننگ شمردن و بیماری دانستن آن در جامعه همچنان رواج داده شود.

### آلفرد کینزی
آلفرد چارلز کینزی (۱۸۹۴–۱۹۵۶) یک سکس‌شناس بود که بنیاد کینزی در تحقیقات سکس، جنسیت، و تولیدمثل را پایه‌گذاری کرد. تحقیقات او بر رفتارهای جنسی زنبور بی‌عسل او را به مبحث رفتارهای جنسی علاقه‌مند کرد. او ایجادکنندهٔ مقیاس کینزی بود که گرایش جنسی را در بازه‌ای بین ۰ (کاملاً دگرجنس‌گرا) و ۶ (کاملاً همجنس‌گرا) اندازه می‌گیرد. یافته‌های او نشان داد که گرایش‌های جنسی انسان‌ها با هم تفاوت‌های بسیار دارد. کینزی نویسندهٔ دو کتاب رفتار جنسی انسان مذکر و رفتار جنسی انسان مؤنث بود که برای او شهرت و مناقشات فراوانی به ارمغان آورد. در آن دوره، دیدگاه رایج نسبت به همجنس‌گرایی آن را بیماری می‌پنداشت و تلاش می‌کرد همجنس‌گرایان را تغییر دهد. کتاب‌های کینزی نشان دادند که همجنس‌گرایی بیش از چیزی که تصور می‌شد معمول بود و پیشنهاد می‌داد که این رفتارها عادی بوده و بخشی از گسترهٔ رفتارهای جنسی در انسان هستند.

### راهنمای تشخیصی و آماری اختلال‌های روانی
خط‌مشی‌های اجتماعی، پزشکی، و قانونی در نهایت منجر به این شد که در نسخه‌های اول و دوم راهنمای تشخیصی و آماری اختلال‌های روانی همجنس‌گرایی به عنوان یک اختلال گنجانده شود. این کتاب مرجع تشخیص بیماری‌های روان‌پزشکی بوده و توسط انجمن روان‌پزشکی آمریکا تهیه می‌شود. ذکر همجنس‌گرایی در این مرجع باعث شد به ننگ شمردن آن در جامعه و تصورش به عنوان یک بیماری دامن زده شود. با این حال پیشرفت در تحقیقات علمی و داده‌های تجربی بدست آمده از مطالعات کینزی، اولین هوکر و دیگران با این دیدگاه مقابله کرد. تا حدود دههٔ ۷۰ میلادی نظرات روانپزشکان و روانشناسان در مورد همجنس‌گرایی بسیار تغییر کرده بود. آزمون‌هایی مانند رورشاخ، آزمون درک موضوعی (TAT)، و پُرسش‌نامه شخصیتی چندمحوری مینه‌سوتا (MMPI) نشان داده بودند که مردان و زنان همجنس‌گرا در عملکرد روانی تفاوتی با دگرجنس‌گرایان ندارند. برخلاف تصورات قدیمی، مطالعات جدید نشان دادند که فضای خانواده، ضربه‌های روحی، و هویت جنسیتی تأثیری بر همجنس‌گرایی یا شکل‌گیری گرایش جنسی افراد ندارد. با توجه به اینکه یافته‌های علمی نشان دادند تصور همجنس‌گرایی به‌عنوان یک بیماری پشتوانهٔ علمی و مستند ندارد، و همچنین فشار جریان‌های اجتماعی روزافزون حقوق بشری، هیئت مدیرهٔ انجمن روان‌پزشکی آمریکا روند بررسی دوبارهٔ مطالعات منتشر شده دربارهٔ همجنس‌گرایی را آغاز کرد. در سال ۱۹۷۳ انجمن روان‌پزشکی آمریکا نتیجه گرفت که همجنس‌گرایی فی‌نفسه بیماری نیست و رأی به حذف آن از راهنمای تشخیصی و آماری اختلال‌های روانی داد.

در سال ۱۹۷۴ انجمن روان‌شناسی آمریکا نیز بیانیه‌ای در حمایت از رأی انجمن روان‌پزشکی آمریکا صادر کرد و نتیجه گرفت:
همجنس‌گرایی به‌خودی‌خود هیچ ایرادی در قدرت تعقل، ثبات روانی، قابلیت اطمینان، یا توانایی‌های اجتماعی و شغلی فرد ایجاد نمی‌کند. در ادامه، انجمن روان‌شناسی آمریکا به تمام متخصصان امور بهداشت‌روان توصیه می‌کند که در رفع ننگ اختلال روانی دانستن همجنس‌گرایی پیشتاز باشند.
از آن زمان انجمن روان‌شناسی آمریکا بیانیه‌های فراوانی در حمایت از حقوق اجتماعی دگرباشان جنسی و سلامت روانی آن‌ها منتشر کرده‌است. دیگر سازمان‌های بهداشت روان، مانند انجمن ملی مددکاران اجتماعی (آمریکا)، و انجمن مشاوران آمریکا، و همچنین سازمان‌های پزشکی مانند انجمن پزشکی آمریکا و آکادمی پزشکی اطفال آمریکا بیانیه‌های مشابهی منتشر کرده‌اند. دیدگاه جوامع روان‌شناسی در دیگر نقاط جهان نیز به تدریج تغییر کرد. در سال ۱۹۹۲، سازمان بهداشت جهانی نیز همجنس‌گرایی را از مرجع بیماری‌شناسی خود، طبقه‌بندی بین‌المللی آماری بیماری‌ها (ICD)، خارج نمود.

## حوزه‌های اصلی تحقیق روان‌شناسی
حوزه‌های اصلی تحقیق روان‌شناسی بر روی همجنس‌گرایی به پنج دسته تقسیم می‌شود:
1. چه چیز باعث می‌شود انسان‌ها به همجنس خود کشش جنسی پیدا کنند؟
2. چه چیز باعث می‌شود انسان‌ها نسبت به اشخاصی که گرایش همجنس‌گرایانه دارند تبعیض قائل شوند و چگونه می‌توان آن را تحت تأثیر قرار داد؟[۱۷]
3. آیا گرایش همجنس‌گرایانه تأثیری بر وضعیت سلامت، عملکرد روانی یا سلامت عمومی فرد می‌گذارد؟
4. چه چیز باعث می‌شود یک فرد در پس زدن القاهای اجتماعی موفق باشد؟ چرا برای بعضی همجنس‌گرایی بخشی بنیادی از هویت شخص است و برای بعضی دیگر تنها نقشی جانبی در تشکیل هویت ایفا می‌کند؟
5. فرزندان اشخاص همجنس‌گرا چگونه رشد می‌کنند؟[۱۸]

تحقیقات روان‌شناسی در این حوزه‌ها نقشی مهم در خنثی کردن ذهنیت‌ها و رفتارهای متعصبانه و همچنین جنبش‌های حقوقی همجنس‌گرایان ایفا می‌کند.

### علت‌های همجنس‌گرایی
نظریات مختلفی برای توضیح همجنس‌گرایی افراد ایجاد شده‌اند، اما تاکنون هیچ اجماع کاملی بر سر علل ایجاد همجنس‌گرایی به وجود نیامده است. تحقیقات کنونی نشان می‌دهند که برهم‌کنش عواملی مانند ژنتیک، هورمون‌های زمان جنینی، و اثرات زیستی و محیطی بر شکل‌گیری گرایش جنسی افراد تأثیر دارند. دانشمندان معتقدند که همجنس‌گرایی اختیاری نیست و بعضی نیز معتقدند که در زمان جنینی و قبل از تولد شخص ایجاد می‌شود. بیشتر مطالعات بر روی همجنس‌گرایی مردان انجام شده‌است و تحقیقات در این زمینه همچنان ادامه دارد.

#### عوامل زیست‌شناسی
مطالعات چندین عامل زیستی را به عنوان عوامل مؤثر بر همجنس‌گرایی معرفی کرده‌اند و از آن‌ها می‌توان به عوامل ژنتیکی و هورمونی اشاره کرد. تحقیقات نشان داده که ژنتیک در حدی متوسط بر گرایش جنسی افراد مؤثر است. هر چند تاکنون هیچ ژن جداگانه‌ای به عنوان عامل ایجاد همجنس‌گرایی شناسایی نشده‌است.
هورمون‌های دورهٔ جنینی نیز از دیگر عوامل مؤثر بر همجنس‌گرایی گزارش شده‌اند. این هورمون‌ها عامل ایجاد تمایز جنسی در جنین در حال رشد هستند. البته غلظت هورمون‌های جنسی پس از تولد نوزاد در اشخاص همجنس‌گرا و دگرجنس‌گرا یکسان است و این تفاوت مربوط به قبل از تولد می‌شود.
از دیگر عوامل زیستی مؤثر بر همجنس‌گرایی ترتیب تولد برادران است، به این معنا که در مادرانی که پسران فراوانی به دنیا آورده‌اند، احتمال همجنس‌گرا شدن پسر بعدی هر بار بیشتر می‌شود. این ارتباط احتمالاً نشان از تأثیر سیستم ایمنی بدن مادر بر مغز جنین پسر دارد که باعث می‌شود ساختارهای جنسی مغز جنین تحت‌تاثیر قرار گرفته و پسر مزبور بیش از جنس مخالف به مردان تمایل جنسی داشته باشد.

#### عوامل محیطی
در گذشته تصور می‌شد همجنس‌گرایی در اثر عواملی محیطی مانند محیط خانوادگی نامناسب، تربیت نادرست، تجربیات و ضربه‌های روحی، یا سوءاستفادهٔ جنسی در زمان کودکی ایجاد می‌شود. با این حال مطالعات فراوان طی چندین دههٔ اخیر نشان داده‌اند که این تصورات هیچ گونه پشتوانهٔ علمی نداشته و برپایهٔ اطلاعات غلط و تبعیض‌آمیز شکل گرفته بودند.
بعضی محققان اثرات محیطی را جدا از تأثیرات هورمونی می‌دانند، در حالی که بعضی دیگر اثرات زیستی غیرژنتیکی بر همجنس‌گرایی (مانند هورمون‌های زمان جنینی یا ترتیب تولد برادران) را نیز جزئی از تأثیرات محیطی به حساب می‌آورند. نقش دقیق محیط در شکل‌گیری گرایش جنسی مشخص نیست و بیشتر به اثر محیط غیرمشترک نسبت داده شده‌است.

### تبعیض
رفتارها و تعصب‌های ضد همجنس‌گرایی (که گاهی همجنس‌گراهراسی نیز نامیده می‌شوند) یکی از موضوع‌های تحقیق روان‌شناسی هستند. خشونت نسبت به مردان همجنس‌گرا در مقایسه با خشونت نسبت به لزبین‌ها موضوع تحقیق‌های بیشتری بوده‌است. تعصب‌های ضد همجنس‌گرایی معمولاً در اشخاصی دیده می‌شود که در زندگی روزمرهٔ خود ارتباط شخصی با افراد همجنس‌گرا نداشته‌اند. احتمال اینکه روان‌درمانگران نیز جبهه‌گیری ضد همجنس‌گرایانه نسبت به مراجعین خود داشته باشند بسیار بالاست. کارگروه ملی همجنس‌گرایان مرد و زن در تحقیقی در سال ۱۹۸۴ نشان داد که ۹۴٪ از مردان و زنان همجنس‌گرای تحت‌پرسش در مقاطعی از زندگی خود قربانی خشونت شده‌اند، و تقریباً نیمی از این افراد با خشونت جسمی مورد تهدید قرار گرفته‌اند. استعلام دیگری در سال ۱۹۹۱ گزارش داد که بیش از ۹۰٪ همجنس‌گرایان مرد و زن هدف خشونت کلامی قرار می‌گیرند و این خشونت در مورد بیش از یک سوم آن‌ها به‌طور مستقیم به دلیل گرایش جنسی آن‌ها رخ داده‌است. قرار گرفتن در معرض این خشونت‌ها به‌طور مستقیم احتمال افسردگی، اضطراب، خشم، و علایم اختلال استرسی پس از ضایعه روانی را در همجنس‌گرایان افزایش می‌دهد.

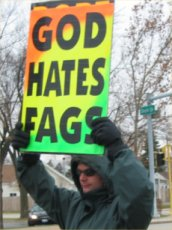
تظاهرکننده‌ای مذهبی در آمریکا با شعار «خدا از کونی‌ها متنفر است.»

محققان تبعیض علیه همجنس‌گرایان و همجنس‌گراهراسی را با زن‌ستیزی و مردسالاری در ارتباط می‌دانند. در این دیدگاه، همجنس‌گراستیزی تنها حاصل احساسات منفی نسبت به همجنس‌گرایان نیست بلکه در واقع حاصل احساسات مردسالارانه‌ای است که زن را فرودست‌تر از مرد می‌شمارند. بعضی دیگر از مطالعات نشان داده‌است که والدینی که نسبت به گرایش جنسی فرزند خود واکنشی منفی نشان می‌دهند، معمولاً دیدگاهی تحقیرآمیز نسبت به زنان دارند و خود از اعتماد به نفس پایینی برخوردارند. دیگر اینکه گذشت زمان پس از اطلاع والدین از همجنس‌گرایی فرزندشان، باعث شد احساسات منفی آن‌ها نسبت به همجنس‌گرایی کاهش یابد.
بعضی تحقیقات پیشنهاد کرده‌اند که «خانواده‌هایی که تأکید زیادی بر ارزش‌های سنتی (مانند اهمیت مذهب، تأکید بر ازدواج و فرزندآوری) داشته‌اند، نسبت به خانواده‌هایی که کمتر سنتی بودند مدارای کمتری نسبت به همجنس‌گرایی نشان می‌دهند». با این حال تحقیقات جدیدتر نشان می‌دهد که این حکم جهان‌شمول و فراگیر نیست. به عنوان مثال در تحقیق دیگری مشاهده شده‌است که بعضی از اعضای مذهبی خانواده‌ها نیز با استفاده از همان ارزش‌های مذهبی دست به حمایت از خویشاوندان اقلیت جنسی خود می‌زنند.

### مشکلات روانی
همجنس‌گرایان ممکن است صرفاً به دلیل گرایش جنسی خود، یا به دلایل دیگری مانند رفتار ناسازگار با جنسیت، ظاهر خاص، عادت‌های غذایی و مانند آن دشواری‌هایی متحمل شوند و این منجر به قرار گرفتن آن‌ها در معرض مشکلات روانی (از قبیل اضطراب، افسردگی، یا اعتیاد) می‌گردد. مطالعات روانی در این حوزه به تحقیق بر روی چنین مشکلاتی می‌پردازند.
- اختلال‌های روانی: احتمال بروز بعضی مشکلات روانی از قبیل افسردگی، اختلال‌های اضطراب و خلق‌وخو، و سوءمصرف مواد در میان دگرباشان نسبت به دگرجنس‌گرایان بالاتر است.[۴۲][۴۳] از دلایل افزایش احتمال بروز اختلال‌های روانی میان همجنس‌گرایان می‌توان به این موارد اشاره کرد:[۴۴]
  - فشارهای اجتماعی و تجربهٔ تبعیض به دلیل همجنس‌گرایی و گرایش جنسی[۴۳][۴۵][۴۶]
  - همجنس‌گراهراسی و همچنین همجنس‌گراهراسی درونی‌شده،[۴۷][۴۸][۴۹]
  - نبود سیستم حمایتی کارآمد برای دفاع از دگرباشان در اجتماع[۵۰]
  - ننگین دانستن همجنس‌گرایی و دگرباشی در جامعه[۵۱][۵۲][۵۳] و اضطراب اقلیت بودن،[۴۶][۵۴]
  - تجربهٔ خشونت از سمت دیگران به دلیل همجنس‌گرایی و گرایش جنسی.[۴۵][۵۵]
- رفتار ناسازگار با جنسیت: این مسئله یک اختلال محسوب نمی‌شود، ولی بعضی مطالعات معتقدند در مردان همجنس‌گرا احتمال بروز دادن رفتارهایی که جامعه مردانه نمی‌پندارد نسبت به مردان دگرجنس‌گرا بیشتر است و این می‌تواند منجر به بروز دشواری‌هایی برای ایشان گردد. این تفاوت بین زنان دگرجنس‌گرا و همجنس‌گرا بسیار خفیف‌تر است.[۵۶]
- اضطراب اقلیت بودن: ننگ جنسیتی که در جامعه به صورت تبعیض و تعصب بازنمود پیدا می‌کند، یکی از دلایل اصلی اضطراب در افراد همجنس‌گراست. ارتباط با گروه‌های حمایت‌کننده از اقلیت‌های جنسی و قرارگرفتن در حلقهٔ دوستان همجنس‌گرا و دوست‌داران همجنس‌گرایان به مقابله و رفع اضطراب اقلیت‌بودن کمک می‌کند.[۲]
- گرایش جنسی آن‌من‌ناپذیر: اختلاف بین هویت مذهبی و هویت گرایش جنسی می‌تواند منجر به اضطرابی شدید گردد و باعث شود بعضی افراد بخواهند گرایش جنسی خود را تغییر دهند. آزاد گذاشتن فرد در جستجو برای هویت گرایش جنسی می‌تواند به او کمک کند که دلایل اصلی احساس نیاز خود را برای تغییر گرایش جنسی بیابد و کمک کند که بین هویت‌های مذهبی و جنسی آن‌ها آشتی ایجاد شود. این کار از طریق بازسازی هویت گرایش جنسی یا مشاوره‌های حمایتی انجام می‌شود. مشاوران باید مراجعین خود را درک کرده و حمایت و پذیرش خود را نسبت به آنان ابزار کنند، به مراجعین کمک کنند که به صورت فعال با واقعیت کنار بیایند، و همچنین جستجو و رشد هویتی، و پشتیبانی اجتماعی را برای مراجعین خود تسهیل کنند. القای یک هویت گرایش جنسی خاص توسط مشاور به مراجعه‌کننده خلاف اصول درمانی است.[۲] انجمن روان‌پزشکی آمریکا گرایش جنسی آن‌من‌ناپذیر را یک اختلال محسوب نمی‌کند و از سال ۱۹۸۷ آن را از راهنمای تشخیصی و آماری اختلال‌های روانی حذف کرده‌است.
- اختلال روابط جنسی: افراد همجنس‌گرایی که با شخصی از جنس مخالف ازدواج کرده‌اند (ازدواج میان‌گرایشی) ممکن است با هراس نابود شدن ازدواج خود مواجه شوند. مشاوران باید به جای تمرکز انحصاری بر طلاق یا حفظ ازدواج، بر کشف ریشه‌های شخصی و زمینه‌ای مشکلات، انگیزه‌ها، واقعیت‌ها، و امیدهای شخص برای باقی‌ماندن، ترک، یا بازسازی ازدواج متمرکز شوند.[۲] اختلال روابط جنسی اختلالی است که در آن هویت جنسیتی یا گرایش جنسی با تشکیل یا حفظ یک رابطه مداخله می‌کند.

#### خودکشی
احتمال اقدام به خودکشی در مردان و زنان همجنس‌گرا و دوجنس‌گرا در مقایسه با دگرجنس‌گرایان بیشتر است. با توجه به بالاتر بودن میزان اقدام به خودکشی میان زنان نسبت به مردان، این نسبت در میان همجنس‌گرایان نیز برقرار است و زنان همجنس‌گرا نسبت به مردان همجنس‌گرا بیشتر در معرض اقدام به خودکشی قرار دارند.
مطالعات مختلف در برآورد میزان اختلاف بین اقدام به خودکشی میان همجنس‌گرایان نسبت به دگرجنس‌گرایان مقادیر متفاوتی را ذکر کرده‌اند. کمینهٔ این برآورد در مورد زنان همجنس‌گرا بین ۰/۸ تا 1/1 و در مورد مردان همجنس‌گرا ۱/۵ تا ۲/۵ برابر بیشتر از همتایان دگرجنس‌گرایشان تخمین زده شده‌است. بیشینهٔ این برآورد نیز ۴/۶ برابر برای زنان همجنس‌گرا و ۱۴/۶ برابر برای مردان همجنس‌گرا تخمین زده شده‌است.
نژاد و سن از عوامل تعیین‌کننده در افزایش میزان خطر برای اقدام به خودکشی در دگرباشان است. بیشترین نرخ اقدام به خودکشی مربوط به مردان همجنس‌گرا و دوجنس‌گرای جوان سفیدپوست نژاد قفقازی می‌شود. پس از رسیدن به سن ۲۵ سالگی، احتمال این خطر از نصف نیز کمتر می‌شود، با این حال خطر اقدام به خودکشی برای مردان همجنس‌گرای سیاه‌پوست در آن سن به‌طور ثابت تا ۸/۶ برابر افزایش می‌یابد. با در نظر گرفتن کل عمر شخص، احتمال اقدام به خودکشی برای مردان همجنس‌گرا و دوجنس‌گرای سفیدپوست ۵/۷ و برای مردان همجنس‌گرا و دوجنس‌گرای سیاه‌پوست ۱۲/۸ برابر بیشتر از همتایان دگرجنس‌گرایشان است.
این الگو میان زنان همجنس‌گرا و دوجنس‌گرا متفاوت است و برای آن‌ها اقدام به خودکشی در سال‌های نوجوانی نسبت به همتایان دگرجنس‌گرایشان کمتر است. با در نظر گرفتن کل عمر شخص، احتمال اقدام به خودکشی زنان سفیدپوست همجنس‌گرا و دوجنس‌گرا تقریباً سه برابر بیشتر از زنان دگرجنس‌گرا است. در مورد زنان سیاه‌پوست، تغییری جزئی (کمتر از ۰/۱ تا ۰/۳ تفاوت) وجود دارد و با در نظر گرفتن کل عمر، خطر اقدام به خودکشی برای زنان دگرجنس‌گرای سیاه‌پوست اندکی بیشتر است.
مقایسهٔ جوانان همجنس‌گرایی که اقدام به خودکشی می‌کنند با همجنس‌گرایانی که اقدام به خودکشی نکرده‌اند نشان می‌دهد گروه اول بیشتر در معرض برخوردهای نامناسب ضد همجنس‌گرایانه بوده‌اند، اکثراً از مهارت‌های کنار آمدن با تبعیض، انزوا، و تنهایی برخوردار نبوده‌اند، و احتمال اینکه از سمت خانواده طرد شده باشند بیشتر بوده‌است. مطالعهٔ دیگری نشان داد که در پسران جوان همجنس‌گرا و دوجنس‌گرایی که رفتارهای جنسیتی زنانه‌تری داشتند، در سن پایین‌تری هویت غیردگرجنس‌گرایانه‌ای یافتند، و بیش از اطرافیان خود مورد سوءاستفاده جنسی، سوءمصرف مواد، و دستگیری به علت سوءرفتار بوده‌اند، احتمال اقدام به خودکشی بالاتر از دیگران است.

### شکل‌گیری هویت جنسی
بسیاری از همجنس‌گرایان و دوجنس‌گرایان در مقطعی از زندگی خود آشکارسازی می‌کنند. این اصطلاح به معنای خود-افشاگری در خصوص گرایش جنسی است، به این معنا که شخص گرایش جنسی خود را برای اشخاص دیگر آشکار می‌کند. روانشناسان معتقدند آشکارسازی در یک فرد دگرباش روندی چند مرحله‌ای است. در ابتدا شخص به این درک می‌رسد که با اطرافیان خود متفاوت است (حساس شدگی) و در مورد امیال جنسی و هویت خود دچار سؤال می‌شود (سردرگمی هویتی). در ادامه، شخص عملاً امکان همجنس‌گرا یا دوجنس‌گرا بودن را امتحان می‌کند، و می‌آموزد چطور با تصور همجنس‌گرایی به عنوان مسئله‌ای ننگین یا مایهٔ شرم کنار بیاید (پذیرش هویتی). در مرحلهٔ نهایی، شخص تمایل‌های جنسی‌اش را به صورت بخشی از هویت و تعریفش از خود درمی‌آورد (تعهد). با این وجود، روندی که توضیح داده شد همیشه خطی و یک‌طرفه نیست و ممکن است در خصوص لزبین‌ها، مردان همجنس‌گرا، و دوجنس‌گرایان متفاوت باشد.
مطالعه بر آشکارسازی و هویت جنسی در دیگر کشورها نشان داده‌است که زوج‌های همجنس‌گرای آشکار نسبت به زوج‌های مخفی از رابطهٔ خود رضایت بیشتری دارند. احتمال آشکارسازی مردان همجنس‌گرا برای دوستان و خواهر و برادرانشان بیشتر از همکاران، والدین، یا خویشاوندان دورتر آنان است. همچنین در زنانی که خود را همجنس‌گرا می‌دانند، هر چه افراد بیشتری از گرایش جنسی آن‌ها باخبر باشند، اضطراب کمتر، احساسات مثبت‌تر، و اعتمادبه‌نفس بالاتری خواهند داشت.

#### پس زدن هویت همجنس‌گرایانه
بعضی از افراد از هویت همجنس‌گرایانهٔ خود ناراضی هستند. این نارضایتی در بسیاری از افراد حاصل اعتقادهای مذهبی و ضدیت بین هویت مذهبی و هویت جنسی آن‌هاست. بعضی برای رفع این درگیری درونی، هویت همجنس‌گرایانهٔ خود را به نفع هویت مذهبی پس می‌زنند. پس زدن هویت همجنس‌گرایانه در بعضی از این افراد امکان دارد باعث کاهش استرس شود اما پایداری بلندمدت آن برآورد نشده‌است. مشاور روانشناس در برخورد با چنین افرادی بدون القای هویت جنسی خاصی به او، باید روندهای جستجوی هویتی را برایش تسهیل سازد.

#### سیالیت گرایش جنسی
سیالیت جنسی به تغییر یا تغییراتی در میل جنسی یا هویت جنسی شخص گفته می‌شود. این مطلب که آیا میل جنسی در طول زندگی شخص پایدار است یا سیّالیت و تغییرپذیری دارد، امری است که به‌شدت مورد بحث قرار گرفته‌است. اتفاق‌آرا بین دانشمندان بر آن است که گرایش جنسی، برخلاف هویت جنسی، تابع اختیار یا انتخاب خود فرد نیست. بعضی مراجع پزشکی اعلام می‌کنند گرایش جنسی برای بعضی اشخاص امری ذاتی، پیوسته یا ثابت در طول زندگی است، ولی برای بعضی دیگر سیّال بوده و طی زمان دستخوش تغییرشکل می‌شود. بعضی تحقیقات نشان می‌دهند که علایق جنسی، رفتار و هویت جنسی زنان سیالیت و تغییرپذیری بسیار بیشتری نسبت به مردان دارد.
بعضی معتقدند دوجنس‌گرایی یک مرحلهٔ‌گذار است که بعضی اشخاص قبل از پذیرش هویت همجنس‌گرایانهٔ خود، به‌طور موقت به‌آن روی می‌آورند و این تغییر هویت از دید بسیاری به سیالیت جنسی تعبیر شده‌است. بعضی مطالعات تأیید می‌کنند که احتمال این‌که یک شخص دوجنس‌گرا هویت جنسی خود را با گذر زمان تغییر دهد بیش از دیگر افراد است. هر چند اکثر دوجنس‌گرایانی که هویت جنسی خود را تغییر می‌دهند در نهایت هویتی دگرجنس‌گرایانه (و نه همجنس‌گرایانه) پیدا می‌کنند. به‌علاوه، در بعضی مطالعات بلندمدت‌تر نشان داده شده‌است که درصد افراد دوجنس‌گرا با گذر زمان ثابت می‌ماند، درحالی‌که اگر دوجنس‌گرایی صرفاً یک حالت‌گذار به همجنس‌گرایی یا بازگشت به دگرجنس‌گرایی باشد، درصد اشخاصی که خود را دوجنس‌گرا می‌دانند با گذر زمان باید کاهش یابد. این دو مسئله باعث می‌شود دوجنس‌گرایی نه صرفاً به عنوان مرحله‌ای از سیالیت جنسی، بلکه به‌عنوان دستهٔ سومی در میان گرایش‌های جنسی رسمیت بیابد. هر چند تحقیق‌های علمی انجام شده با موضوع دوجنس‌گرایی همچنان بسیار اندک و ناکافی هستند.

### والدگری و تربیت فرزند
اشخاص دگرباش (همجنس‌گرایان مرد، همجنس‌گرایان زن، دوجنس‌گرایان و تراجنسیتی‌ها) می‌توانند والدین فرزندان تنی یا ناتنی خود باشند. مردان همجنس‌گرا در بسیاری از کشورها از راه‌هایی مانند فرزندخواندگی کودکان داخلی یا بین‌المللی، اهدای تخمک و رحم اجاره‌ای (از طریق لقاح طبیعی یا مصنوعی)، یا حضانت به‌علت نزدیک‌ترین خویشاوند بودن، صاحب فرزند می‌شوند. این والدگری ممکن است به‌طور مشترک با یک زن یا زنانی که ارتباط نزدیک ولی غیرجنسی با آن‌ها دارند انجام شود و گاهی نیز به صورت مجردی و تک‌نفره انجام می‌شود.

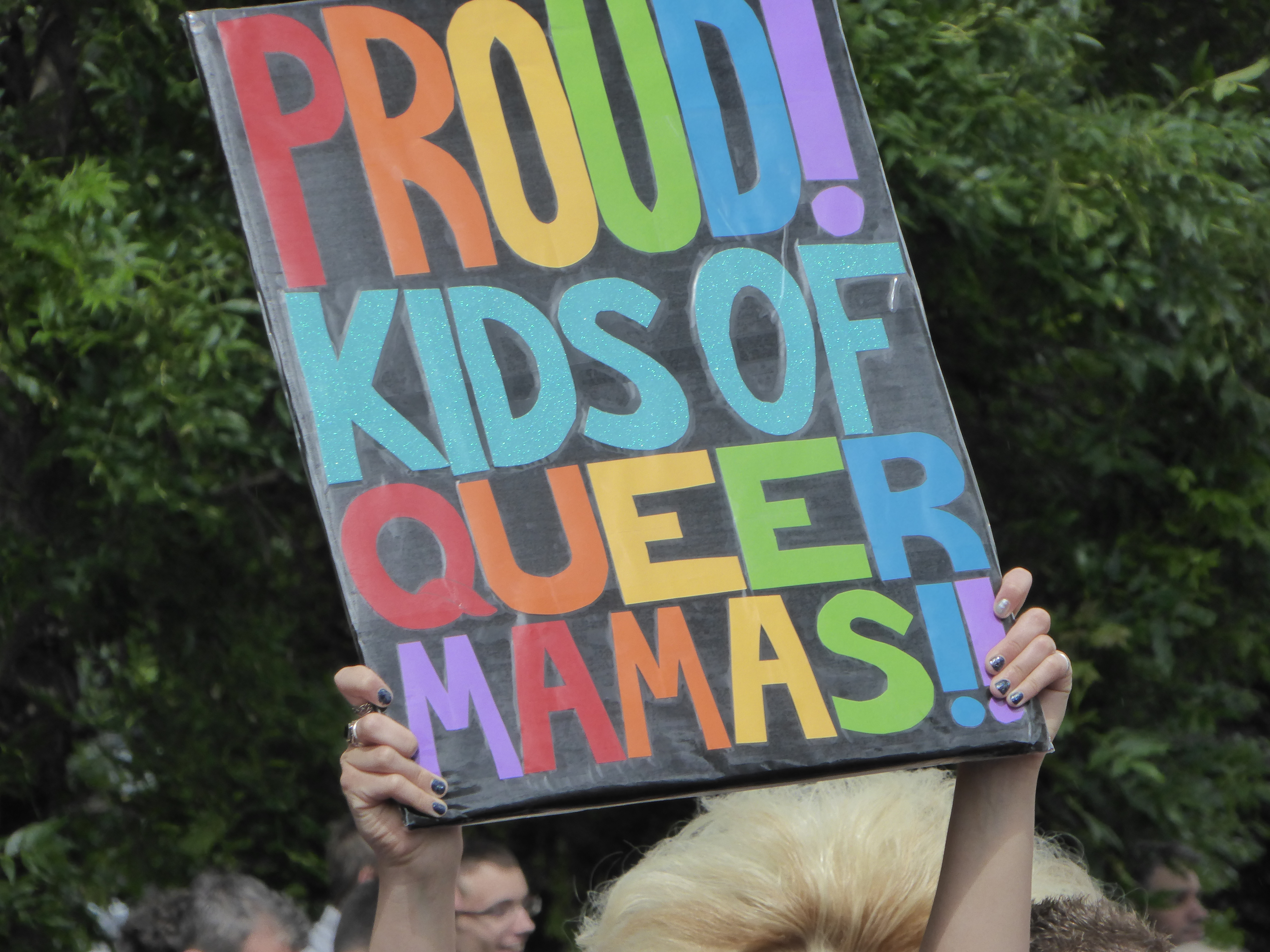
شرکت‌کننده‌ای در رژه افتخار ۲۰۱۵ نیوکاسل با شعار «ما بچه‌های سربلند مادران دگرباشمان هستیم.»

در یک آمارگیری مربوط به سال ۲۰۰۰، مشخص شد ۳۳ درصد از خانواده‌های متشکل از زوج‌های همجنس مؤنث و ۲۲ درصد از خانواده‌های متشکل از زوج‌های همجنس مذکر حداقل از یک کودک زیر ۱۸ ساله در خانهٔ خود مراقبت می‌کردند. بعضی از کودکان مطلع نیستند که یک والد دگرباش دارند. واکنش‌ها نسبت به آشکارسازی والدین متفاوت است و گاهی والدین هرگز نزد فرزندانشان آشکارسازی نمی‌کنند.
گاهی در گفتگوهای سیاسی بیان می‌شود که زوج‌های دگرجنس‌گرا والدین بهتری نسبت به زوج‌های همجنس‌گرا هستند یا فرزندان همجنس‌گرایان در شرایطی نامناسب‌تر نسبت به فرزندان والدین دگرجنس‌گرا بزرگ می‌شوند، در حالی که تحقیق‌های علمی این تصورات را تأیید نمی‌کنند. مدارک بسیاری وجود دارد که نشان می‌دهد فرزندان رشدیافته توسط والدین همجنس‌گرا به خوبی فرزندان والدین دگرجنس‌گرا رشد می‌کنند. تحقیق‌های فراوان ثابت می‌کنند که هیچ رابطه‌ای بین گرایش جنسی والدین و سلامت عاطفی، روانی-اجتماعی، و رفتاری کودک وجود ندارد. این اطلاعات نشان می‌دهد که بزرگ شدن در خانواده‌ای که یک یا دو والد همجنس‌گرا داشته باشد کودک را با خطری مواجه نمی‌کند. هیچ مطالعهٔ علمی‌ای نتوانسته‌است این عقیدهٔ عمومی را ثابت نماید که جنسیت والدین بر تندرستی روانی و جسمی کودک تأثیر دارد.
تمامی مراجع اصلی و سازمان‌های بزرگ و حرفه‌ای سلامت کودک در دفاع از حقوق والدین همجنس‌گرا گزارش‌ها و بیانیه‌هایی صادر کرده‌اند. این سازمان‌ها شامل آکادمی پزشکی اطفال آمریکا، آکادمی روان‌پزشکی کودک و نوجوان آمریکا، انجمن روان‌پزشکی آمریکا، انجمن روان‌شناسی آمریکا، انجمن روانکاوی آمریکا، انجمن ملی مددکاران اجتماعی (آمریکا)، اتحادیه رفاه کودک آمریکا، مجمع فرزندخواندگی آمریکای شمالی، و انجمن روان‌شناسی کانادا از آن جمله‌اند.

#### ازدواج با جنس مخالف
یکی دیگر از راه‌های والدگری همجنس‌گرایان، فرزندآوری از طریق روابطی است که پیش از آشکارسازی و کسب هویت همجنس‌گرایانه داشته‌اند. در بسیاری موارد، ممکن است اشخاص همجنس‌گرا پیش از شناخت کامل گرایش جنسی خود با شخصی از جنس مخالف رابطه داشته یا حتی ازدواج کرده و بچه‌دار شده باشند. تخمین زده می‌شود که در ایالات متحده آمریکا ۲ تا ۴ درصد زنان دانسته یا ندانسته با مردانی ازدواج کرده‌اند که در ۵ سال گذشته با همجنس خود رابطهٔ جنسی داشته‌اند. ازدواج یک مرد همجنس‌گرا با یک زن به دلایل مختلف و پیچیده‌ای انجام می‌شود. ترس از مواجهه با تبعیض یا مجازات شدن به دلیل همجنس‌گرایی، و سردرگمی‌های هویتی از جملهٔ این موارد است. بسیاری از مردانی که علایق همجنس‌گرایانه دارند، ممکن است از نظر هویتی خود را یک دگرجنس‌گرا تصور کنند که تنها دچار وسوسه‌های همجنس‌گرایانه شده‌است و امیدوار باشند با ازدواج و تشکیل خانواده از دست این احساسات خلاص شوند. ازدواج میان گرایشی در اکثر موارد زیر فشارهای هویتی و جنسی این اشخاص از هم می‌پاشد. تنها درصد پایینی از این ازدواج‌ها در بلندمدت به طلاق نمی‌انجامند.

## مشاوره و روان‌درمانی
بسیاری از افراد همجنس‌گرایی که به دنبال مشاوره هستند این کار را به دلایلی مشابه دلایل دگرجنس‌گرایان انجام می‌دهند. اضطراب، مشکل در روابط خصوصی، مشکل در کنار آمدن با شرایط کاری یا اجتماعی و غیره از جمله این دلایل است. گرایش جنسی این افراد ممکن است در روند درمان نقشی اصلی یا جانبی ایفا کند یا اصلاً فاقد هیچ اهمیتی باشد. دلیل مراجعهٔ یک فرد همجنس‌گرا برای مشاوره هر چه که باشد، احتمال فراوانی وجود دارد که خود مشاور نیز جهت‌گیری‌های تبعیض‌آمیز و ضدهمجنس‌گرایانه نسبت به بیمارش داشته باشد.

### همجنس‌گرایی ناخواسته و کمک به جستجوی هویت جنسی
بعضی افراد با امیال و گرایش جنسی همجنس‌گرایانه ممکن است از داشتن این احساسات ناراضی باشند و بخواهند گرایش جنسی خود را تغییر دهند. در مواردی که گرایش جنسی واقعی فرد با خودانگاره و تصوری که وی از خود دارد در تضاد باشد و منجر به بروز استرس در فرد گردد، به‌طوری‌که مایل باشد گرایش جنسی‌اش را تغییر دهد، از اصطلاح گرایش جنسی آن‌من‌ناپذیر استفاده می‌شود. از مهم‌ترین دلایلی که باعث می‌شود اشخاص همجنس‌گرا مایل به تغییر گرایش جنسی خود باشند، اعتقادات مذهبی آنان است که احساسات یا روابط همجنس‌گرایانه را مطرود و گناه تلقی می‌کند. به‌طور کلی علت مراجعهٔ افراد همجنس‌گرا به روان‌درمانگران برای تغییر گرایش جنسی خود معمولاً شامل این موارد می‌شود:
- سردرگمی یا سؤال دربارهٔ امیال جنسی یا گرایش جنسی خود[۱۰۱][۱۰۲]
- اعتقادات مذهبی فرد که همجنس‌گرایی را گناه یا غیرقابل قبول می‌دانند[۷۵][۱۰۳][۱۰۴][۱۰۵][۱۰۶][۱۰۷][۱۰۸][۱۰۹]
- ترس، اضطراب، یا نگرانی از تبعات همجنس‌گرا بودن یا هویت همجنس‌گرایانه داشتن (خصوصاً اگر همجنس‌گرا بودن براساس مذهب فرد موردنظر یا در جامعهٔ محل زندگی او ممنوع و غیرقانونی باشد)[۷۴][۱۰۱][۱۰۴][۱۰۶][۱۱۰]
- فشار خانواده بر فرد که از او توقع انجام رفتارهای دگرجنس‌گرایانه دارند و همچنین طردشدن اشخاص دگرباش از جامعه[۷۴][۱۰۲][۱۰۴][۱۰۶][۱۱۰]

گاهی تجربیات اشخاص همجنس‌گرا یا دوجنس‌گرا، محدود به روابط جنسی ناموفق (در مکان‌هایی مانند بارهای شبانه یا مکان‌های مخصوص سکس با غریبه‌ها) می‌شود و عدم رضایت حاصل از این تجربیات منجر به احساس نیاز ایشان برای تغییر گرایش جنسی می‌گردد. این تجربیات اکثراً تصورات محدود جامعه دربارهٔ «سبک زندگی همجنس‌گرایانه» را بازتاب می‌دهند و عمدتاً غیرعاطفی، بیمارگونه، و القاکنندهٔ احساس تنهایی هستند.
بعضی اشخاص درگیری میان هویت مذهبی و هویت همجنس‌گرایانهٔ خود را با جدا کردن این دو مبحث از هم انجام می‌دهند یا یکی از این دو را فدای دیگری می‌کنند. بعضی از آن‌ها با توبه و کفاره دادن پس از ارتکاب «گناه» دچار آسودگی می‌شوند، اما بعضی دیگر همچنان احساس انزوا می‌کنند و هم از طرف مذهبی‌ها و هم از طرف بقیهٔ همجنس‌گرایان مورد نکوهش یا طرد قرار می‌گیرند. بعضی از افرادی که احساسات مذهبی بسیار قوی دارند حاضرند به عنوان راهکار، تجرد جنسی پیشه کرده و از سکس کردن خودداری نمایند و با محدود کردن نیازهای جنسی و عاطفی خود، تناسبی با اعتقادات مذهبیشان برقرار سازند. این راهکار در اشخاص مختلف درجات بسیار متفاوتی از موفقیت به نمایش می‌گذارد، هر چند اکثراً در درازمدت موفقیت‌آمیز نیست و منجر به اثرات روانی دیگری می‌شود که بعضی مثبت و بعضی دیگر از آن‌ها منفی هستند.
دستورالعمل انجمن روان‌شناسی آمریکا در رابطه با مشاورهٔ افراد همجنس‌گرا یا دوجنس‌گرایی که علاقه‌مند به تغییر گرایش جنسی خود هستند، این است که مشاور به آن‌ها کمک کند دلایل اصلی احساس نیازشان برای تغییر گرایش جنسی را کشف کنند. در روند مشاوره، درمان‌گر باید فرد را در نتیجه‌گیری دربارهٔ هویت جنسی خود آزاد بگذارد و از القای نوع خاصی از هویت گرایش جنسی که به نظر خودش صحیح‌تر می‌رسد، خودداری کند. اگر مراجعه‌کننده تصمیم دارد که برای مبارزه با احساسات همجنس‌گرایانه‌اش تجرد پیشه کند و از رابطه جنسی بپرهیزد، مشاور نباید به‌طور مستقیم با او موافقت یا مخالفت کند، بلکه همچنان به بیمار کمک نماید که دلایل زمینه‌ای او برای اخذ این تصمیم را بسنجد.
بیمار پس از خودکاوی و جستجوی هویت، می‌تواند اقدام به بازسازی هویت گرایش جنسی خود نماید. روان‌درمانی، گروه‌های حمایتی، و رخدادهای زندگی می‌توانند شکل‌گیری هویت را تحت‌تاثیر قرار دهند. همچنین خودآگاهی، خودشناسی، و هویت شخص نیز ممکن است طی درمان تکامل یابند. در نهایت این تکامل می‌تواند منجر به تغییر هویت گرایش جنسی (هویت‌سازی خصوصی و عمومی، و وابستگی گروهی)، سازگاری عاطفی (کاهش شرم و احساس ننگ نسبت به خود)، و اعتقادات شخصی، ارزش‌ها و هنجارها (تغییر اعتقادات، رفتارها، و انگیزه‌های مذهبی و اخلاقی) شود.

### روان‌درمانی با هدف «تغییر» همجنس‌گرایی
بعضی درمان‌گران، گروه‌ها، یا مؤسسات باور دارند قادر به کمک به همجنس‌گرایان برای غلبه بر امیال یا رفتارهای همجنس‌گرایانهٔ خود هستند. بسیاری از آن‌ها پیروان ادیان ابراهیمی هستند و در مسلک آنان همجنس‌گرایی غیرطبیعی و گناه است و یک گرایش جنسی نامطلوب به حساب می‌آید. این نوع روان‌درمانی در جهت حذف علایق همجنس‌گرایانه و توسط افرادی که همجنس‌گرایی را یک اختلال یا گناه تلقی می‌کنند (مانند جنبش همجنس‌گرایان سابق) استفاده می‌شود.
تبدیل‌درمانی یا تلاش برای تغییر گرایش جنسی (SOCE) اصطلاحی کلی است که به انواع روش‌های ابداع شده با هدف تغییر همجنس‌گرایی و تبدیل آن به تمایل به جنس مخالف گفته می‌شود. تا پیش از سال ۱۹۸۱، در ایالات متحده آمریکا و اروپای غربی این روش‌ها شامل لوبوتومی با یخ‌شکن، اخته‌سازی شیمیایی با استفاده از هورمون‌درمانی، بیزاری‌درمانی مانند وارد نمودن شوک الکتریکی به دست‌ها یا آلت تناسلی و استفاده از داروهای تهوع‌آور به صورت هم‌زمان با القای محرک‌های جنسی همجنس‌خواهانه، و تجدید شرطی‌سازی خودارضایی می‌شد. روش‌های جدیدتر SOCE که هنوز در بعضی بخش‌های ایالات متحده مورد استفاده قرار می‌گیرند محدود به مشاوره، تصویرسازی ذهنی، آموزش مهارت‌های اجتماعی، درمان روان‌کاوانه، و موعظه‌های روحی مانند «دعا و حمایت گروهی و فشار گروهی» می‌شود.
تقریباً تمام مراجع بزرگ پزشکی و روان‌پزشکی دنیا، تبدیل‌درمانی و اثربخشی آن را رد می‌کنند و نسبت به خطرات آن هشدار می‌دهند. مراجع روان‌درمانی و پزشکی معتقدند که هر درمانی که بر این فرض شکل گرفته باشد که همجنس‌گرایی یک بیماری روانی است و شخص باید گرایش جنسیاش را تغییر دهد غلط است و اصول بنیادی روان‌درمانی بیان می‌کنند که مشاور نباید چه به‌طور مستقیم و چه از طریق تأثیرگزاری‌های غیرمستقیم ماهرانه، تعیین‌کنندهٔ هدف مشاوره باشد. به‌علاوه، به‌طور کلی در چهار دههٔ اخیر، مبلغان تبدیل‌درمانی و SOCE نتوانسته‌اند از طریق مطالعات علمی دقیق ادعاهای خود مبنی بر اثربخشی و بی‌خطربودن تبدیل‌درمانی را ثابت کنند.
انجمن روان‌پزشکی آمریکا در بیانیهٔ رسمی خود در سال ۱۹۹۸ دربارهٔ این موضوع آورده‌است: «خطرات احتمالی تبدیل‌درمانی بسیار زیاد بوده و شامل افسردگی، اضطراب، و رفتارهای خودتخریبگرانه می‌شود، زیرا همسو شدن درمان‌گر با تعصب‌های اجتماعی بر ضد همجنس‌گرایی می‌تواند نفرت‌ازخود که بیمار از قبل احساس می‌کرد را تشدید نماید. بسیاری از بیمارانی که تحت تبدیل‌درمانی قرار گرفته‌اند اعلام می‌کنند که به غلط به آن‌ها گفته شده‌است که همجنس‌گرایان اشخاصی تنها و بدبخت هستند و هرگز به رضایت نمی‌رسند و مورد پذیرش دیگران قرار نمی‌گیرند.» «سازمان‌های حرفه‌ای فراوانی در حوزهٔ سلامت؛ مانند انجمن روان‌شناسی آمریکا، انجمن ملی مددکاران اجتماعی، و آکادمی پزشکی اطفال آمریکا، به دلیل نگرانی از خطرات ایجاد شده برای بیمارانی که تحت تبدیل‌درمانی قرار می‌گیرند، بیانیه‌هایی بر ضد آن منتشر کرده‌اند.» «بنابراین انجمن روان‌پزشکی آمریکا با هر نوع روان‌درمانی از قبیل تبدیل‌درمانی که بر این فرض نهاده شده که همجنس‌گرایی فی نفسه بیماری است یا با این پیش زمینهٔ فکری آغاز شود که بیمار باید گرایش جنسی همجنس‌گرایانه‌اش را تغییر دهد مخالفت می‌کند.» همچنین در بیانیهٔ رسمی سال ۲۰۱۳ این سازمان آمده‌است: «انجمن روان‌پزشکی آمریکا به این تصور که همجنس‌گرایی باید تغییر یابد یا لازم است تغییر یابد اعتقادی ندارد. تلاش برای تغییر همجنس‌گرایی، فرد را در معرض خطر و آسیب‌های قابل‌توجهی قرار می‌دهد زیرا هیچ‌کدام از انواع درمان‌های مورد استفاده از نظر علمی تأیید نشده‌اند و عزت‌نفس شخص نیز پس از شکست‌خوردن در تغییر گرایش جنسی‌اش از بین خواهد رفت. هیچ مدرک قابل استنادی نشان نداده‌است که هیچ نوعی از روان‌درمانی توانسته باشد گرایش جنسی افراد را به‌طور موثق و ایمن تغییر دهد. به علاوه، از دید سلامت روانی، گرایش جنسی نیازی به تغییر یافتن ندارد.»
آکادمی پزشکی اطفال آمریکا به اشخاصی که با گرایش جنسی خود درگیرند توصیه می‌کند: «شما طبیعی هستید. همجنس‌گرایی یک بیماری روانی نیست. تمام سازمان‌های بزرگ پزشکی قبول دارند که همجنس‌گرایی یک بیماری یا اختلال نیست و نوعی از بیان جنسی است. هیچ‌کس نمی‌داند چه چیزی باعث می‌شود یک فرد همجنس‌گرا، دوجنس‌گرا، یا دگرجنس‌گرا شود. احتمالاً چندین عامل در آن نقش دارند. بعضی دلایل ممکن است زیستی باشند. بعضی دلایل ممکن است روانی باشند. علت‌ها ممکن است در اشخاص مختلف متفاوت باشد. واقعیت این است که شما انتخاب نکرده‌اید که همجنس‌گرا، دوجنس‌گرا، یا دگرجنس‌گرا باشید.»

### روان‌درمانی حمایت‌کننده از همجنس‌گرایان
روان‌درمانی حمایت‌کننده نوعی از روان‌درمانی برای مراجعه‌کنندگان همجنس‌گراست که آن‌ها را به پذیرش گرایش جنسی خود تشویق می‌کند. تلاش برای تغییر همجنس‌گرایی به دگرجنس‌گرایی یا از بین بردن رفتارهای جنسی و علاقهٔ مراجعه‌کننده به اشخاص همجنس، برخلاف اصول روان‌درمانی حمایت‌کننده از همجنس‌گرایان است. انجمن روان‌شناسی آمریکا و جامعه روان‌شناسی بریتانیا در مورد روان‌درمانی حمایت‌کننده دستورالعمل‌ها و راهنماهایی برای درمان‌گران منتشر کرده‌اند. دستورالعمل رسمی انجمن روان‌شناسی آمریکا در مورد روان‌درمانی مراجعین همجنس‌گرا و دوجنس‌گرا شامل ۲۱ بند می‌شود و ۶ اصل ابتدایی آن عبارتند از:
1. روانشناس باید از تأثیر ننگ اجتماعی (تعصب، تبعیض، و خشونت) و مظاهر جانبی آن‌ها بر زندگی مراجعه‌کنندگان همجنس‌گرا و دوجنس‌گرای خود آگاه باشد.
2. روانشناس باید درک کند که گرایش‌های همجنس‌گرایانه یا دوجنس‌گرایانه بیماری روانی نیستند.
3. روانشناس باید درک کند که احساسات، رفتارها، و امیال همجنس‌گرایانه جنبه‌هایی متفاوت ولی عادی از جنسیت در انسان‌ها هستند و تلاش در جهت تغییر گرایش جنسی موفق یا ایمن گزارش نشده‌است.
4. روانشناس باید بداند که رفتار و دانش او دربارهٔ مسائل و مشکلات مربوط به همجنس‌گرایان و دوجنس‌گرایان ممکن است در برآورد و درمان بیمار تأثیرگذار باشد، و باید در هنگام نیاز دست به مشورت یا ارجاع بیمار بزند.
5. روانشناس باید در نظر داشته باشد که مراجعه‌کنندگان دوجنس‌گرا نسبت به دیگران تجربیاتی متفاوت و منحصربه‌خود داشته‌اند.
6. روانشناس باید هنگام مشاوره با مراجعین همجنس‌گرا و دوجنس‌گرا، قادر باشد مسائل مرتبط با گرایش جنسی را با مسائل مربوط به هویت جنسیتی تمیز دهد.

رعایت این اصول و کمک به مراجعه‌کننده برای پذیرش هویت همجنس‌گرایانهی خود، در بهبود فرد از مشکلات روانی یا سوءمصرف مواد اهمیت فراوان دارد.

### زوج‌درمانی
در بسیاری از موارد، مشکلاتی که زوج‌ها با آن روبرو می‌شوند بین گرایش‌های جنسی مختلف مشترک است، ولی مراجعین دگرباش علاوه بر مشکلاتی که معمولاً زوج‌های دگرجنس‌گرا دارند، با همجنس‌گراهراسی، دگرجنس‌گراسالاری، و دیگر سرکوبی‌های اجتماعی نیز دست به گریبانند. افراد در زوج‌های همجنس ممکن است در مراحل متفاوتی از آشکارسازی باشند و این برایشان مسئله‌ساز گردد. بسیاری از اوقات، زوج‌های همجنس‌گرا برخلاف زوج‌های دگرجنس‌گرا از سرمشق مناسبی برای الگوبرداری یک رابطهٔ موفق برخوردار نیستند. این امر ممکن است باعث شود زوج‌های همجنس‌گرا نقش‌های جنسیتی کلیشه‌ای در روابط دگرجنس‌گرایانه را در رابطهٔ خود بازسازی کنند و این کار لزوماً برای حفظ رابطهٔ آنان مفید نباشد.
عدهٔ زیادی از مردان و زنان دوجنس‌گرایی که ازدواج میان‌گرایشی کرده‌اند، ممکن است به دلیل وجود احساسات همجنس‌گرایانه یا عمل نمودن به این احساسات دچار درگیری و مشکل شوند. درمان‌گر برای کمک به این اشخاص باید به او کمک کند آرامش خود را به دست آورده و احساسات همجنس‌گرایانه‌اش را به عنوان جزئی از خود بپذیرد و راه‌های مختلف بیان احساسات همجنس‌گرایانه و دگرجنس‌گرایانه‌ی خود را در زندگی روزمره بیازماید. مشاور باید به جای تمرکز کردن بر طلاق یا حفظ ازدواج، به فرد کمک کند تا واقعیت‌های زندگی مشترک خود را بسنجد و با کشف امیدها و انگیزه‌هایش برای ترک یا حفظ ازدواج، تصمیم نهایی در این مورد را خود بگیرد.